# Чорна Урода
Чо́рна Уро́да або Чо́рна Ура́да — невелике озеро термокарстового походження в центральній частині Вітебської області Білорусі, в Ушацькому районі. Знаходиться в басейні річки Діва, за 22 км на південний схід від селища Ушачі. Належить до групи Ушацьких озер.
Схили улоговини висотою 5-8 м, розорені, на півночі та півдні місцями заболочені. Береги низькі, піщані або заболочені, на півдні заплава шириною 10-15 м. Дно вкрите сапропелем, на мілководді місцями знаходяться замулені піски. Озеро належить до дуже зарослих.
До озера впадає річка Бєльська та протікає річка Діва (Пракса). Стікає двома рукавами до сусіднього озера Отолово. Над водоймою розташовані села Мишульки та Хвощово.